# Lüshi chunqiu Benwei
Das Lüshi chunqiu Benwei (chinesisch: 吕氏春秋本味; Pinyin: Lǚshì chūnqiū Bĕnwèi) ist das kulinarische Kapitel des chinesischen Werkes namens Lüshi chunqiu (chinesisch: 吕氏春秋; Pinyin: Lǚshì chūnqiū; „Frühling und Herbst des Herrn Lü“) des Lü Buwei (gest. -235) aus der Zeit der Streitenden Reiche.
Darin redet Yi Yin (伊尹) mit dem Herrscher Tang (汤) über seine Kochphilosophie. 
Neben den Kapiteln „Bensheng“ (本生; „Anpassung an das Leben“) und „Zhongji“ (重己; „Das Wichtignehmen des eigenen ich“) aus Buch I zum Nähren des Lebens stellt das hier im Auszug vorgestellte Kapitel „Benwei“ 本味 eine der frühesten chinesischen Schriften über die chinesische Küche dar, es ist für die Erforschung der Ess- und Trinkkultur der Vor-Qin-Zeit eine überaus wertvolle Quelle.

## Übersetzung (Auszug)
„Von den Tieren der drei Gruppen haben die Wasserbewohner Fischgeruch, die Raubtiere riechen streng, die Grasfresser scharf. Und doch können sie trotz des Gestanks delikat schmecken, alles hat seinen Grund. Beim Ursprung eines jeden Geschmacks steht das Wasser ganz am Anfang. Es gibt fünf Geschmacksrichtungen, drei Materialien, neun Arten etwa zu Garen, neun Arten zu verändern, die Hitzezufuhr ist dabei entscheidend. Zuweilen muss sie rasch geschehen, zuweilen langsam. Dies vermag den Fischgeruch verschwinden zu lassen, den üblen und strengen Geruch zu entfernen. Will man dabei sicheren Erfolg haben, darf man die Regeln für die Dauer und den Grad der Hitzezufuhr nicht vernachlässigen. Beim Würzen muss man süß, sauer, bitter, scharf und salzig richtig abwägen, muss wissen, was früher, was später zugegeben wird und wie viel von jedem. Dieses ins Gleichmaß bringen ist sehr unscheinbar, für alles gibt es dabei eine eigene Ordnung. Die Veränderungen im Kochkessel sind fein und unauffällig, sie sind unaussprechbar und sind nicht begreiflich zu machen. Es ist wie bei den Finessen des Bogenschießens und des Wagenlenkens, dem Wandel von Yin und Yang, dem Berechnen der vier Jahreszeiten. Darum kann etwas haltbar sein, ohne verdorben zu sein, gekocht ohne zerkocht, süß ohne übersüß, sauer ohne ätzend, salzig ohne versalzen, scharf ohne brennend, fade ohne geschmacklos, fett ohne fettig zu sein.“

## Ausgaben
Das Werk ist in der kulinarischen Buchreihe Zhongguo pengren guji congkan des Pekinger Verlages Zhongguo shangye chubanshe enthalten.